# Wakeboard ai Giochi mondiali sulla spiaggia 2019
Le competizioni di wakeboard ai Giochi mondiali sulla spiaggia 2019 si sono svolte il 13 e il 14 ottobre 2019 nella laguna Leqtaifiya, a Doha. Sono stati disputati due tornei, uno maschile e uno femminile, a cui hanno partecipato rispettivamente 12 uomini e 12 donne provenienti da 18 differenti nazioni. 

## Calendario
Il calendario delle gare è stato il seguente:
| ● | Finali |

| Ottobre |    |    |    |    |    |
| 11      | 12 | 13 | 14 | 15 | 16 |
|         |    | ●  | 2  |    |    |

## Podi

### Uomini
| Evento             | Oro                     | Prestazione | Argento        | Prestazione | Bronzo       | Prestazione |
| Wakeboard maschile | Massimiliano Piffaretti | 86.22       | Cory Teunissen | 84.22       | Guenther Oka | 82.67       |

### Donne
| Evento              | Oro          | Prestazione | Argento     | Prestazione | Bronzo       | Prestazione |
| Wakeboard femminile | Sanne Meijer | 83.78       | Alice Virag | 66.45       | Jamie Lopina | 64.11       |

## Medagliere
| Posizione | Paese       | Oro | Argento | Bronzo | Totale |
| --------- | ----------- | --- | ------- | ------ | ------ |
| 1         | Italia      | 1   | 1       | 0      | 2      |
| 2         | Paesi Bassi | 1   | 0       | 0      | 1      |
| 3         | Australia   | 0   | 1       | 0      | 1      |
| 4         | Stati Uniti | 0   | 0       | 2      | 2      |
| Totale    | Totale      | 2   | 2       | 2      | 6      |